# ديفان كارول
ديفان كارول (بالإنجليزية: Devan Carroll)‏ (23 أغسطس 1988 في الولايات المتحدة - ) هو لاعب كرة قدم أمريكي في مركز الهجوم. لعب مع Wilmington Hammerheads FC ‏ وNorth Carolina FC U23 ‏ وMyrtle Beach Mutiny ‏.

## وصلات خارجية
- ديفان كارول على موقع قاعدة بيانات كرة القدم.إي يو (الإنجليزية)